# 比奇山 (喬治亞州)
比奇山（英語：Beech Hill）是位於美國喬治亞州威爾金森縣的一個鬼鎮。由於此地已於1912年被荒廢，本地已無人居住。

## 地理
比奇山的座標為32°49′21″N 83°00′33″W / 32.82250°N 83.00917°W，而該地的平均海拔高度為63米（即207英尺）。